# Menòdot de Samos
Menòdot de Samos (en llatí Menodotus, en grec antic Μενόδοτος "Menódotos") fou un historiador grec nascut a l'illa de Samos.
Segons Ateneu de Naucratis, va ser l'autor de com a mínim dues obres relacionades amb la història de la seva illa natal, que porten els títols de:  Τῶν κατὰ Σάμον ἐνδόξων ἀναγραφαφή ανδ i Περὶ τῶν καρὰ το ἱερὸν τῆς ΣαμίαςἭρας. La seva època és desconeguda.